# Randy Harrison
Randolph Clarke „Randy“ Harrison (* 2. listopadu 1977, Nashua, New Hampshire, USA) je americký herec, známý jako Justin Taylor z amerického seriálu Queer as Folk.

## Studium
Narodil se v Nashua, New Hampshire, ale když mu bylo 11 let, tak se s rodinou odstěhovali do Alparetta v Georgii. V roce 1996 maturoval na Pace Academy v Atlantě. Jeho otec je výkonným ředitelem velké papírenské společnosti, zatímco svoji matku označil za "zkrachovalého umělce". Jeho jediný sourozenec, starší bratr, je bankovní manažer.
Navštěvoval Vysokou školu hudby v Cincinnati (CCM), kde získal titul bakaláře výtvarných umění. Během svého působení v CCM, hrál ve vysokoškolských produkcích, jako například Hello Again, Shopping and Fucking, a Children of Eden.
Hrál také v jiných divadlech po celých Spojených státech, hrál v produkcích jako Violet, West Side Story, Sen noci svatojánské, The Real Inspector Hound nebo A Cheever Evening.

## Kariéra
Harrison udělal svůj televizní debut jako Justin Taylor v americkém seriálu Queer as Folk (US), založeném na stejnojmenném britském seriálu Queer as Folk (UK). Seriál skončil v roce 2005 a do té doby se natočilo 5 sérií. V roce 2002 hrál postavu Seana ve filmu Bang Bang You're Dead, založeném na stejnojmenné hře. Harrison hraje Brutuse v postmoderní celovečerní filmové adaptaci Julius Caesar, režírované a napsané Patrickem J. Donnellyem, která byla v roce 2012 ještě v postprodukci. V roce 2002 na New York International Fringe Festival ve hře Deviant. V létě roku 2004 si udělal svůj Broadway debut jako Boq v muzikálu Čarodějka. Mezi jeho úspěchy mimo Broadway patří A Letter for Ethel Kennedy (MCC Theatre, 2002), Oak Tree (Perry Street Theatre, 2006), Edward II (Red Bull Theatre, 2007–2008), Antony and Cleopatra (Theatre for a New Audience, 2008), A Singing Forest (Public Theatre, 2009) a Harbor (Primary Stages, 2013). Harrison také uskutečnil několik inscenovaných čtení pro Red Bull Theatre, kde v únoru 2011 hrál v jejich In the Raw workshop produkci A Tyger's Heart.[zdroj⁠?!]
Harrison má významnou kariéru také v regionálním divadle, nejvýznamnějším hráčem je od roku 2005 na Berkshire Theater Festival. Mezi jeho role v BTF patří Alan Strang v Equus (2005), titulní role ve hře Amadeus (2006), Bill Bibbit v One Flew over the Cuckoo's Nest (2007), Frank Gardner v Mrs. Warren's Profession (2007), Lucky v Waiting for Godot (2008), Osvald Alving v Ghosts (2009), Nagg v Endgame (2010) a hlavní postavu The Who Tommy (2011). Mezi jeho další úspěchy v regionálním divadle patří Lysander, Thisbe a Cobweb v produkci Alabama Shakespeare Festival ve hře A Midsummer Night's Dream, představené na jaře roku 2006 společností SITI; Tom v produkci Guthrie Theater v The Glass Menagerie (2007); Andy Warhol v produkci Yale Repertry Theather v Pop! (2009); Sebastian v produkci Shakespeare Theater Company v Twelfth Night (2010); Tim v produkci Studio Theatre v Habit of Art a Ken v produkci George Street Playhouse ve hře Red (2012).
V roce 2006 Harrison spoluzaložil Arts Bureau (tAB), zastřešující organizaci zahrnující divadlo, film, hudbu a psaní. V červenci 2007 hrál v první hře tAB, dojemném příběhu založeném na díle Antona Pavloviče Čechova. Koncem roku 2007 a začátkem roku 2008 natočil a hrál v prvním krátkém filmu tAB Thinking, který byl zařazen do programu několika filmových festivalů. V létě 2008 natočil svůj první celovečerní film Lorton Lake.

## Osobní život
Randy Harrison je otevřený gay. Od roku 2002 do roku 2008 chodil se sloupkařem z Advertising Age Simonem Dumencem. Potkali se, když spolu dělali rozhovor pro titulní článek magazínu.
Od prosince roku 2009 žije ve Williamsburgu v Brooklynu se svými dvěma kočkami Ellou a Aggie.

## Filmografie

### Televize
| Rok       | Název               | Role          |
| --------- | ------------------- | ------------- |
| 2000–2005 | Queer as Folk (USA) | Justin Taylor |
| 2015      | Mr. Robot           | Harry         |

### Film
| Rok  | Název                 | Role         |
| ---- | --------------------- | ------------ |
| 2002 | Bang Bang You're Dead | Sean         |
| 2008 | Thinking...           | Boy          |
| 2010 | Julius Caesar         | Brutus       |
| 2011 | Lorton Lake           |              |
| 2012 | Gayby                 | barman       |
| 2014 | Such Good People      | Alex Reardon |

### Divadlo
| Rok       | Název                                        | Role                            |
| --------- | -------------------------------------------- | ------------------------------- |
| 1987      | Music Man                                    | Winthrop                        |
| 1987      | Hello Again                                  | Mladý Thing                     |
| 1987      | Shopping and Fucking                         | Robbie                          |
| 1987      | Children of Eden                             | Abel                            |
| 1987      | The Hot Mikado                               | Gentleman from Japan            |
| 1987      | Rags                                         |                                 |
| 1999      | Violet                                       | Billy Dean                      |
| 1999      | 1776                                         | Thr Curier                      |
| 1999      | Pomáda                                       |                                 |
| 1999      | Anything Goes                                |                                 |
| 1999      | West Side Story                              | Action                          |
| 1999      | Joseph and the Amazing Technicolor Dreamcoat | Benjamin                        |
| 1999      | Babes in Arms                                | Lee Calhoun                     |
| 1999      | Cabaret                                      |                                 |
| 1999      | The Real Inspector Hound                     |                                 |
| 1999      | A Cheever Evening                            |                                 |
| 2002      | Deviant                                      |                                 |
| 2004      | Čarodějka                                    | Boq                             |
| 2005      | Equus                                        | Alan Strang                     |
| 2006      | Sen noci svatojánské                         | Lysander/Thisbe/Cobweb          |
| 2006      | Amadeus                                      | Wolfgang Amadeus Mozart         |
| 2006      | An Oak Three                                 | otec                            |
| 2006      | A Letter From Ethel Kennedy                  |                                 |
| 2007      | The Glass Menagerie                          | Mladý Tom                       |
| 2007      | One Flew Over the Cuckoo's Nest              | Billy Bibbit                    |
| 2007      | Mrs. Warren's Profession                     | Frank Gardner                   |
| 2007/2008 | Edward the Second                            | Mladý Spencer                   |
| 2008      | Antony and Cleopatra                         | Eros                            |
| 2008      | Waiting for Godot                            | Lucky                           |
| 2009      | The Singing Forest                           | Laszlo Fickes/Gerhardt Zeitzler |
| 2009      | Ghosts                                       | Oswald                          |
| 2009      | Pop!                                         | Andy Warhol                     |
| 2010      | Caligula podle Alberta Camuse                | Scipio                          |
| 2010      | Endgame                                      | Nagg                            |
| 2011      | The Who's Tommy                              | Tommy                           |
| 2011      | The Habit of Art                             | Tim                             |
| 2012      | Red                                          | Ken                             |
| 2012      | Silence! The Musical                         | Dr. Chilton                     |
| 2013      | Harbor                                       | Kevin                           |
| 2014      | Atomic Musical                               | Paul Tibbets a Edward Teller    |
| 2014      | Amadeus                                      | Wolfgang Amadeus Mozart         |
| 2016      | Cabaret                                      | Emce                            |
| 2017      | Sunday in the Park with George               | George                          |